# دونابوگدانی
دونابوگدانی (به مجاری:  Dunabogdány) یک منطقهٔ مسکونی در مجارستان است که در ناحیه سنت‌اندره واقع شده‌است. دونابوگدانی ۲۵٫۵۰ کیلومتر مربع مساحت و ۳٬۱۰۱ نفر جمعیت دارد.